# Ciclone Yaku
O ciclone Yaku foi um sistema incomum de baixa pressão no extremo sudeste do Pacífico que impactou o Equador e o norte do Peru no início de março de 2023. Foi descrito pelo Servicio Nacional de Meteorología e Hidrología del Peru (SENAMHI) como um " ciclone tropical não organizado" não visto desde 1983 ou 1998. No Peru, o sistema matou pelo menos oito pessoas, afetou 49 mil pessoas e destruiu milhares de casas.

## História meteorológica
Em 7 de março, o SENAMHI relatou um “ciclone tropical desorganizado”. Pesquisadores do SENAMHI identificaram a formação do ciclone no final de fevereiro. Também afirmaram que o fenômeno incomum permaneceria no mar peruano, mas não afetaria nenhuma cidade das costas peruana e equatoriana. Eles também relataram que ocorreriam chuvas moderadas a fortes na costa norte e nas terras altas do Peru de 9 a 11 de março e que o ciclone não se tornaria um furacão. O sistema foi denominado "Cyclone Yaku", com a palavra "Yaku" vindo da tradução quíchua de "água".
No dia 10 de março, o Instituto Nacional de Meteorologia e Hidrologia (INAMHI) do Equador informou que o ciclone Yaku estava a afastar-se do Equador e já não representava uma ameaça directa ao país. No Peru, previu-se que a precipitação do evento duraria até meados de março, enquanto a precipitação das temperaturas quentes do mar ocorreria até abril. Yaku se dissipou em 20 de março.
Segundo Michael Linthon, diretor de Oceanografia e Meteorologia Marinha do Instituto Oceanográfico de la Armada del Ecuador (INOCAR), os efeitos das mudanças climáticas nos oceanos contribuíram para a ocorrência do Ciclone Yaku.

## Impacto

### Peru

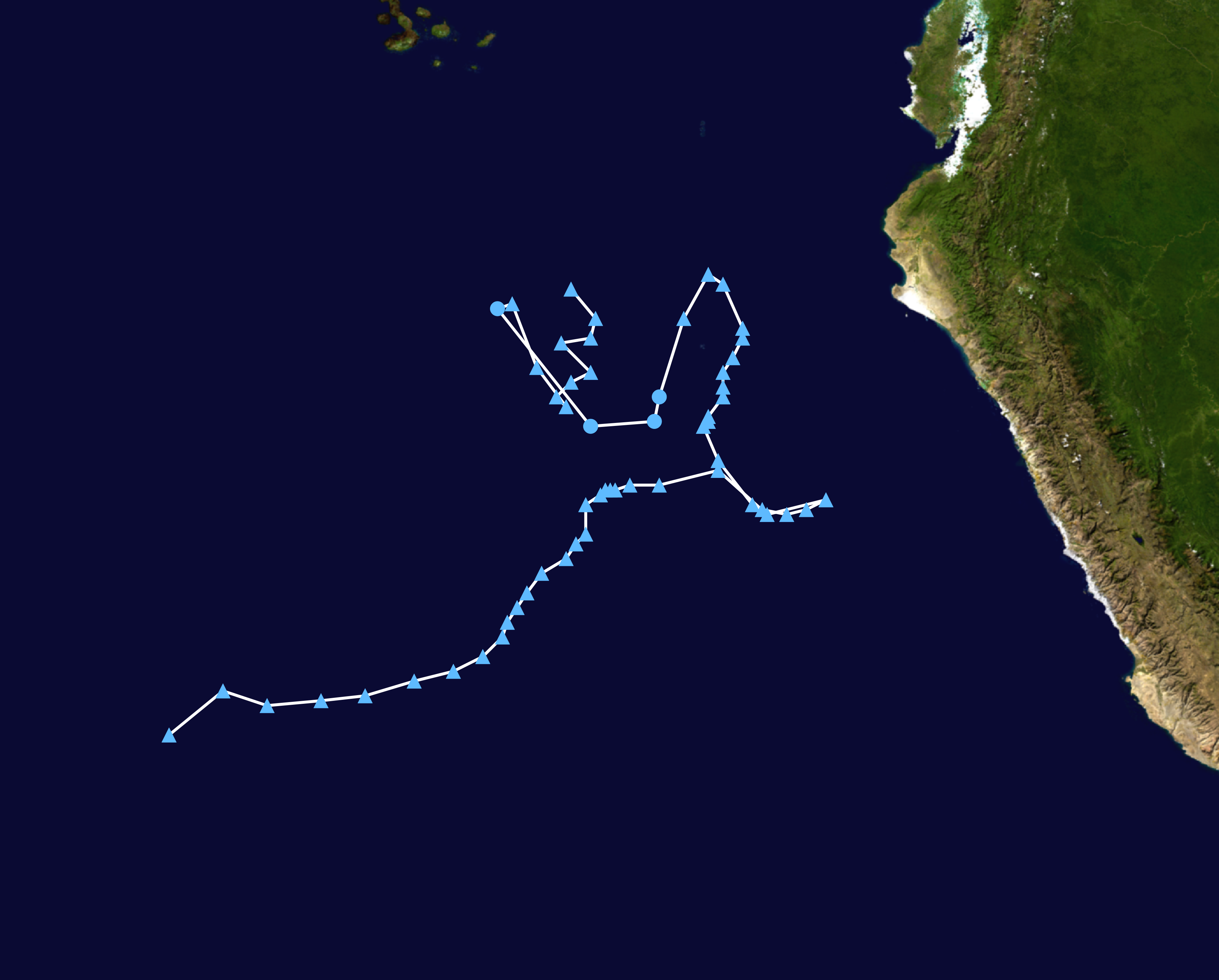
Mapa delimitando o caminho do Ciclone Yaku

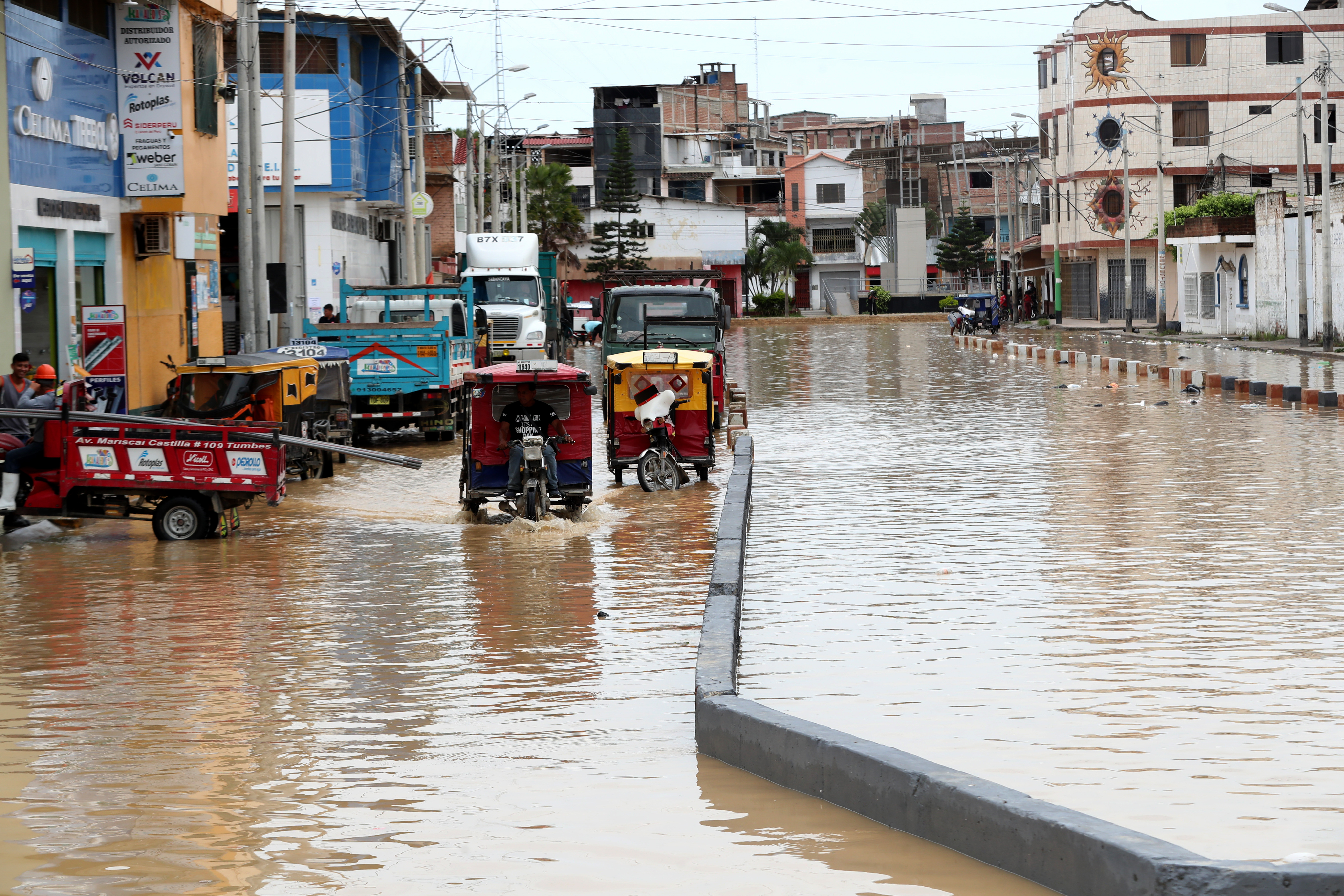
A flooded street in Tumbes, Peru

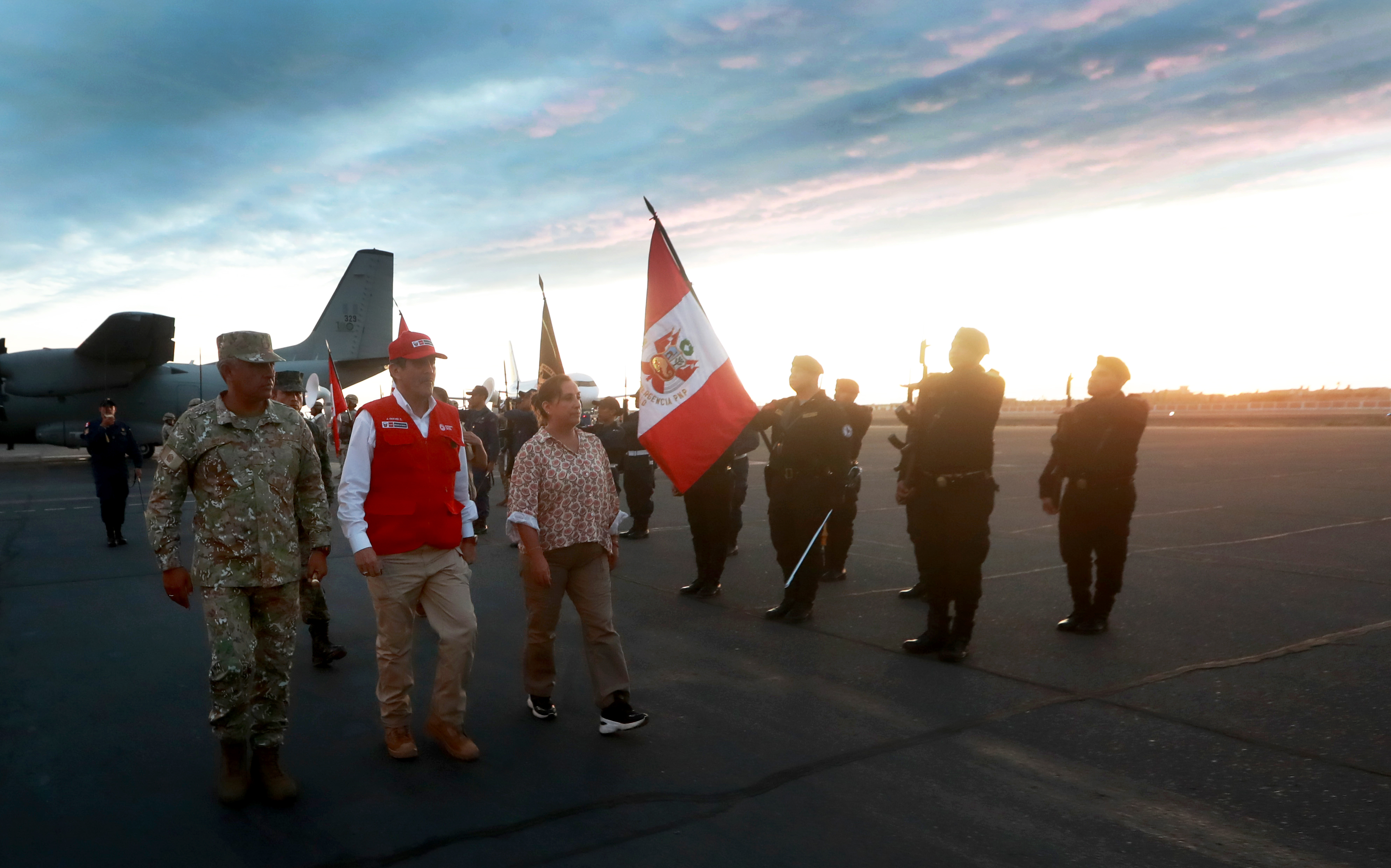
Dina Boluarte (Presidente do Peru) acompanhada por Jorge Chávez Cresta (Ministro da Defesa) chega a La Libertad para inspecionar os danos causados pelo ciclone Yaku.

Os assentamentos ao longo da costa desértica do Peru muitas vezes não possuem sistemas de drenagem, e mesmo pequenas quantidades de precipitação revelam-se problemáticas para as áreas afetadas. Lima, capital do Peru, é uma das cidades mais áridas do mundo, recebendo apenas uma média de 10 milímetros de precipitação anualmente. O ciclone aconteceu durante os protestos generalizados que vinham ocorrendo desde a crise política peruana de 2022.
O ciclone Yaku trouxe condições extremas de chuvas aos departamentos de Tumbes, Piura e Lambayeque. Em 8 de março, foram registradas chuvas nos departamentos de Tumbes, Piura, Lambayeque, La Libertad, Ancash e Lima. Em 10 de março, o rio La Leche transbordou na província de Lambayeque, afetando o distrito de Illimo, deixando 3.000 desabrigados e deixando mais de 1.000 casas inabitáveis. No departamento de La Libertad, ocorreram inundações nas províncias de Chepén e Pacasmayo após chuvas torrenciais. Os relatórios do SENAMHI indicaram que os departamentos de Lambayeque e La Libertad ultrapassaram o recorde histórico de acumulação de chuvas em 24 horas, reportando valores não registados desde os eventos El Niño de 1997-98 e 2017.
Em 14 de março, dezenas de huaicos foram relatados em todo o país como resultado das chuvas. Huaicos foram relatados na província de Lima, com deslizamentos de terra relatados em Ancón, Carabayllo, Chaclacayo, Cieneguilla, Comas e Punta Hermosa. Em Punta Hermosa, foram relatadas inundações generalizadas. O rio Piura ultrapassou sua crista na zona urbana de Piura, resultando em inundações. A cidade de Quiruvilca foi completamente destruída por deslizamentos de terra. Os residentes de Illimo, que enfrentam inundações desde 10 de março, relataram que, apesar de grande parte da cidade ter sido inundada, nenhuma resposta foi dada e que não recebiam água potável há quase cinco dias. O PerúSAT-1 coletou imagens do impacto do ciclone Yaku em um esforço para responder ao efeito do sistema. Nas primeiras horas da manhã de 15 de março, alguns moradores de Lurigancho-Chosica foram evacuados devido ao risco de huaicos.
Pelo menos 60% das casas em Catacaos foram abandonadas devido aos riscos de transbordamento do rio Piura. O CEPRENED estimou que 592 distritos ao longo do Peru estavam em risco de deslizamentos de terra ou lama devido às fortes chuvas. Além disso, o Instituto Nacional de Defensa Civil (INDECI) relatou mais de 45.000 pessoas afetadas e 1.312 casas desabaram, sendo La Libertad o departamento mais afetado. No que diz respeito às perdas de infra-estruturas e edifícios, mais de 3.000 casas ficaram inabitáveis. A destruição incluiu 58 escolas, quatro instalações médicas, ao longo de 60 km de estrada, mais de 94 km de canais de irrigação e pelo menos 118 pontes. A Presidente Dina Boluarte sobrevoou as zonas inundadas após as fortes chuvas que afectaram Lambayeque. O governo de Dina Boluarte recebeu críticas da mídia internacional e de celebridades da televisão, que afirmaram que a sua resposta aos desastres naturais que atingiram o país foi lenta ou inexistente.

### Equador
Chuvas fortes ocorreram em pelo menos 37 cantões do Equador. Milagro e Yaguachi. El Triunfo sofreu inundações, enquanto o ciclone danificou residências em Quevedo e Los Ríos. Preocupações com um surto de leptospirose seguiram-se a 50 infecções. Muitas áreas em Guayaquil receberam fortes chuvas. As estradas inundaram como resultado dessas precipitações e o sistema elétrico foi impactado.